# Rocznik Archiwalno-Historyczny Centralnego Archiwum Wojskowego
Rocznik Archiwalno-Historyczny Centralnego Archiwum Wojskowego – rocznik wydawany nieregularnie od 2008 do 2014 roku przez Centralne Archiwum Wojskowe. 
Pismo jest kontynuacją pisma Biuletyn Wojskowej Służby Archiwalnej. W piśmie publikowane są: artykuły, materiały źródłowe dotyczące historii wojskowości. Redaktorem naczelnym był Czesław Andrzej Żak. 